# 武断政治
武断政治（ぶだんせいじ）は、武力を背景にして行われる政治手法。

## 中国
安史の乱後に辺境だけでなく内地にも置かれた節度使はその勢力を増し、黄巣の乱で唐の朝廷が弱体化すると、各地の節度使たちは自らの軍事力を背景に行政権や財政権を振るい、分権化の傾向を増した。唐が滅亡して後梁が成立すると武断政治の傾向は更に強まり、各地の多くの節度使が独立の度を増して五代十国時代に突入した。宋が五代十国時代を終結させると、太祖趙匡胤は不安定だった武断政治の反省に鑑み、節度使を廃止して文治政治を取り入れた。

## 日本
江戸時代初期の、江戸幕府初代将軍徳川家康から3代将軍家光の期間の幕政で行われた政治姿勢のことを指す。家光の代までには改易、減封される大名家も多く、浪人が増えて社会問題化した。慶安4年（1651年）に起きた慶安の変や慶安5年（1652年）に起きた承応の変を機に、4代将軍家綱は文治政治への転換を進めたとされる。基本的には家綱期以降の文治政治と対比する言葉として、それ以前の江戸時代初期の幕政の在り方を指して武断政治と称する。

## 朝鮮半島
武断統治（朝鮮語: 무단 통치）、憲兵警察統治（朝鮮語: 헌병경찰통치）とも呼ばれる。日本統治時代の朝鮮における統治方式の一種。法律・制度・財務の各方面で整備が進められ、日本による現在の朝鮮支配の基礎が形作られたが、大韓民国においては、暴力装置による粗暴な抑圧体制と解釈されることが一般的である。寺内正毅、もしくはその後任である長谷川好道が朝鮮総督であった時代の手法として呼ばれることが多い。朝鮮総督には一貫して現役武官が起用され、全道で憲兵警察制度を敷いて取り締り、武力をちらつかせることで朝鮮人を圧迫したとされるが、これは朝鮮民族の民族意識を刺激したと語られることが多い。
1919年（大正8年）に三・一運動が起こると、これを契機として斎藤実が総督であった1920年代以降の朝鮮総督府は武官総督制や憲兵警察制度を廃止し、統治方式を文化政治に切り替えていったとされる。

## 余談
- 『神皇正統記』には、「世が乱れている時は武を右にし、文を左にす。国を治められた時は文を右にし、武を左にす」とある[注釈 1]。社会情勢によって、武断政治とするか、文治政治とするかは、中世より武家の政治においても語られており、体制の移行は概念的には認知されている。
- 豊臣政権下では、統一が進む過程で戦乱が少なくなり、武断派より文治派の派閥が重要となってくるが、対立を起こしている。